# Giacomo Grazioli
Giacomo Grazioli (... – Milano, 24 aprile 1945) è stato un imprenditore e industriale metalmeccanico italiano. Fondò la prima fabbrica di torni italiani.
Ex dipendente Breda, nel 1928 fondò a Milano la fabbrica Grazioli di via Pezzotti 6, spostata in via De Sanctis 106 nel 1938 e chiusa nel 1987. La fabbrica comprendeva anche una scuola interna di preparazione professionale triennale.
Morì il giorno precedente la liberazione d'Italia.